# Edith (cràter)
Edith és un petit cràter d'impacte situat a la cara oculta de la Lluna. Està situat a la costa nord-oest del Lacus Solitudinis, al costat oest del cràter Bowditch i entre Titius (a l'oest sud-oest) i Perel'man (a l'est nord-est). Els seus veïns més propers són altres tres petits cràters: Bawa (al nord-est), i Fairouz i Karima (al sud-est). Malgrat només comptar amb una mica menys de 7 km de diàmetre, és el més gran del grup de cràters que envolten a Bowditch.

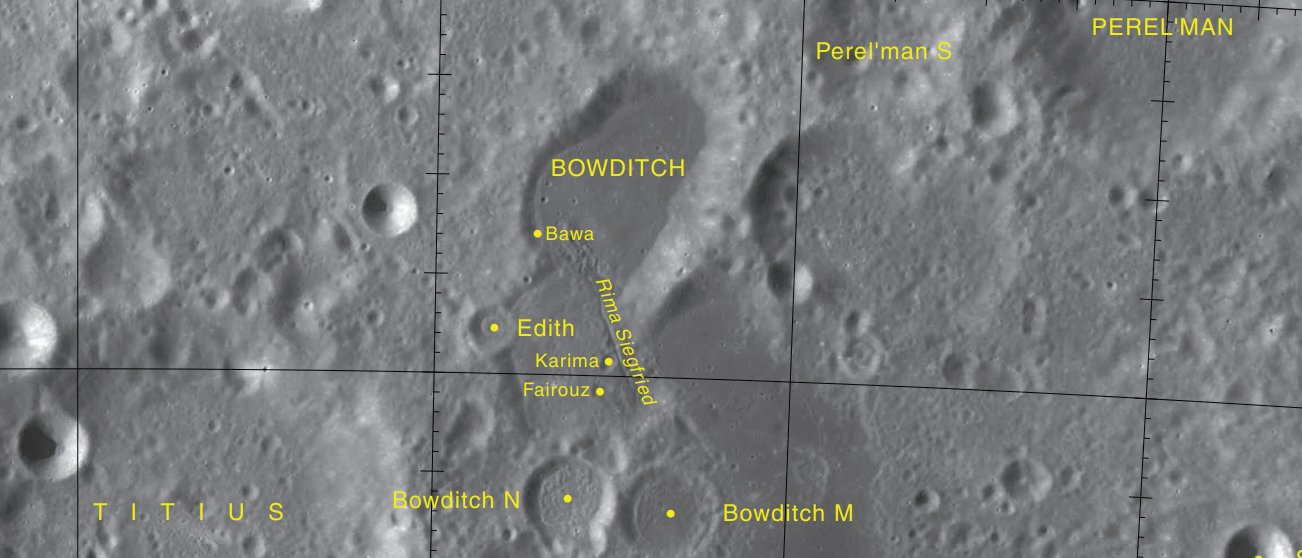
Localització d'Edith (centre esquerra de la imatge)
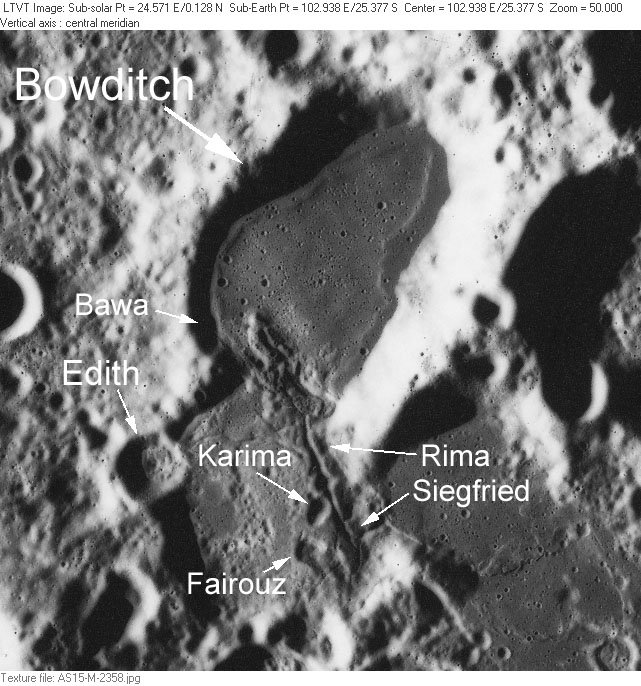
Imatge de la missió Apollo 15

És un cràter gairebé circular, amb forma de bol, adossat per l'exterior a la vora oest de Bowditch. Posseeix una petita plataforma interior i no té signes d'erosió destacables. El nom va ser adoptat per la UAI el 1976.